# Moogali, Sakleshpur
Moogali là một làng thuộc tehsil Sakleshpur, huyện Hassan, bang Karnataka, Ấn Độ.